# 장의종
장의종(1970년 4월 1일~)은 대한민국의 은퇴한 전 국가대표 테니스 선수이다. 1992년 바르셀로나 올림픽 테니스에서 예선을 거쳐 본선에 올라갔으나 1회전에서 당시 은메달을 딴 스페인의 요르디 아레세)를 만나 패했다.
1996년에는 일본 긴키대 코치직을 맡기도 했다.